# Lactarius resimus
Lactarius resimus là một loài nấm trong chi Lactarius, được xem là một loại thực phẩm đặc sản ở Nga vầ một số nước khác ở Đông Âu khi được muối dưa. Ở các xứ này chúng được xem là một trong ba lài nấm ăn được ngon nhất, cùng với Boletus edulis and Lactarius deliciosus.